# Наум Векілхарджі
Наум Векілхарджі (справжні ім'я та прізвище — Наум Панайот Бредхі) (алб. Naum Veqilharxhi; 6 грудня 1797–1854, Стамбул) — албанський письменник, перекладач, адвокат, автор одного з варіантів албанського алфавіту (1844). Один з найвидатніших діячів раннього албанського національного відродження.

## Життєпис
Народився під іменем Наум Бредхі в селі Віткук неподалік від міста Корча в південній Албанії, в православній родині албанізованих арумун. Його батько Панайот Бредхі був намісником Алі-паші Тепеленського, правителя пашалику Яніна. 1800 року його родина залишила Албанію, переїхала на територію нинішньої Румунії й оселилася в місті Браїла.
Вивчаючи право, Векілхарджі познайомився з албанцями-інтелектуалами, представниками національного руху, став брати участь у діяльності Філікі Етерія, таємного товариства греків. 1821 року, бувши студентом, взяв участь у волоському повстанні під керівництвом Тудора Владимиреску.
Наприкінці 1820-х років його родина належала до когорти найбагатших у Браїлі. Після 1838 року більшість його родичів декларувала себе греками за національністю. Наум же завжди вважав себе албанцем.
Після здобуття юридичної освіти зайнявся адвокатською практикою, став багатим і використовував зароблені кошти для розвитку албанської мови і культури, просування ідеї албанського національного пробудження. У 1825 році почав працювати над створенням свого оригінального алфавіту албанської мови.
1844 року в Бухаресті опублікував свою працю «Evëtori Shqip Fort i Shkurtër», над якою працював близько 20 років — алфавіт албанської мови, що складається з 33 літер, які винайшов він сам. Під час його створення він намагався уникати використання латинської, грецької або арабської абетки і символів, через релігійні взаємини (до нього під час написання використовували грецьку або арабську абетку). Ця і наступні його праці, зокрема найперший підручник албанською мовою (1846), також були присвячені албанській мові й пробудженню національної самосвідомості.
У 1845 Векілхарджі направив відкритий полемічний лист грецькою мовою своєму племіннику, який назвав був його патріотичні ідеї химерними: «літера, — писав Векілхарджі, — одна з перших письмових основ ідеї руху албанського національного пробудження».
Наума Векілхарджі вважають одним із найвидатніших діячів раннього албанського національного відродження.

## Вибрані твори
- 1844: Ëvetarin (абетка)
- 1845: Fare i ri evëtar shqip për djelm nismëtar (буквар)
- 1846: Qarkore (Енцикліка) (грецькою мовою).